# Glaphyromorphus fuscicaudis
Glaphyromorphus fuscicaudis là một loài thằn lằn trong họ Scincidae. Loài này được Greer mô tả khoa học đầu tiên năm 1979.